# Cantone di Coutras
Il Cantone di Coutras era una divisione amministrativa dell'arrondissement di Libourne.
A seguito della riforma approvata con decreto del 20 febbraio 2014, che ha avuto attuazione dopo le elezioni dipartimentali del 2015, è stato soppresso.

## Composizione
Comprendeva i comuni di:
- Abzac
- Camps-sur-l'Isle
- Chamadelle
- Coutras
- Les Églisottes-et-Chalaures
- Le Fieu
- Les Peintures
- Porchères
- Saint-Antoine-sur-l'Isle
- Saint-Christophe-de-Double
- Saint-Médard-de-Guizières
- Saint-Seurin-sur-l'Isle